# Silenis
Silenis is een geslacht van vlinders van de familie bladrollers (Tortricidae).

## Soorten
- S. eurydice (Butler, 1883)
- S. fortunearia Razowski, 1991
- S. glochina Razowski & Becker, 1991
- S. glomerula Razowski & Becker, 1991
- S. psychotria Razowski & Becker, 1991
- S. psydra Razowski & Becker, 1991
- S. ptilota Razowski & Becker, 1991
- S. senilis Razowski, 1987